# Radioplane OQ-6
El Radioplane OQ-6 fue un blanco aéreo no tripulado desarrollado por la Radioplane Company bajo la designación interna RP-14, siendo evaluado para su uso en servicio por las Fuerzas Aéreas del Ejército de los Estados Unidos. Se adquirió una pequeña cantidad, pero los principales contratos de producción se cancelaron al finalizar la Segunda Guerra Mundial.

## Diseño y desarrollo
El Radioplane RP-14 era un pequeño avión de diseño convencional, con un ala monoplana arriostrada mediante soportes y empenaje convencional; la potencia procedía de un motor bóxer Righter O-45 de cuatro cilindros. Una versión mejorada, el RP-15, reemplazó el O-45 por un McCulloch O-90. La estructura era una mejora del anterior OQ-3 de la compañía, con mejor aerodinámica.

## Historia operacional
El RP-14 voló por primera vez en noviembre de 1944; designado OQ-6 por las Fuerzas Aéreas del Ejército de los Estados Unidos (USAAF), las evaluaciones condujeron al mejorado RP-15, designado OQ-6A, y se emitieron órdenes de producción del avión en cantidad. Estas órdenes fueron canceladas debido al fin de la Segunda Guerra Mundial; sin embargo, algunos OQ-6, redesignados XOQ-6A, todavía estaban en servicio con la Fuerza Aérea de los Estados Unidos (USAF) en 1948.

## Variantes
RP-14
Versión inicial propulsada por un Righter O-45.
OQ-6
Designación dada por las USAAF al RP-14.
RP-15
Versión mejorada del RP-14 con motor McCulloch O-90 de 45 kW (60 hp); velocidad máxima de 314 km/h.
OQ-6A
Designación dada por las USAAF al RP-15.
XOQ-6A
Redesignación de las USAF para los OQ-6 y OQ-6A supervivientes.

## Operadores
Estados Unidos
- Fuerzas Aéreas del Ejército de los Estados Unidos
- Fuerza Aérea de los Estados Unidos

## Especificaciones (OQ-6)
Referencia datos: Parsch 2003

### Características generales
- Tripulación: Ninguno
- Longitud: 3 m (9,8 ft)
- Envergadura: 4,3 m (14,1 ft)
- Peso cargado: 134 kg (295,3 lb)
- Planta motriz: 1× motor bóxer de cuatro cilindros refrigerado por aire Righter O-45.
  - Potencia: 16 kW (22 HP; 22 CV)

### Rendimiento
- Velocidad máxima operativa (Vno): 270 km/h (168 MPH; 146 kt)

## Aeronaves relacionadas

### Secuencias de designación
- Secuencia RP-_ (interna de Radioplane): ← RP-3 - RP-4 - RP-5 - RP-14 - RP-15 - RP-18 - RP-19 - RP-58 →
- Secuencia OQ-_ (Blancos aéreos no tripulados (subescalados) de las USAAF, 1942-1948): ← OQ-3 - OQ-4 - OQ-5 - OQ-6 - OQ-7 - OQ-11 - OQ-12 →